# 埃居

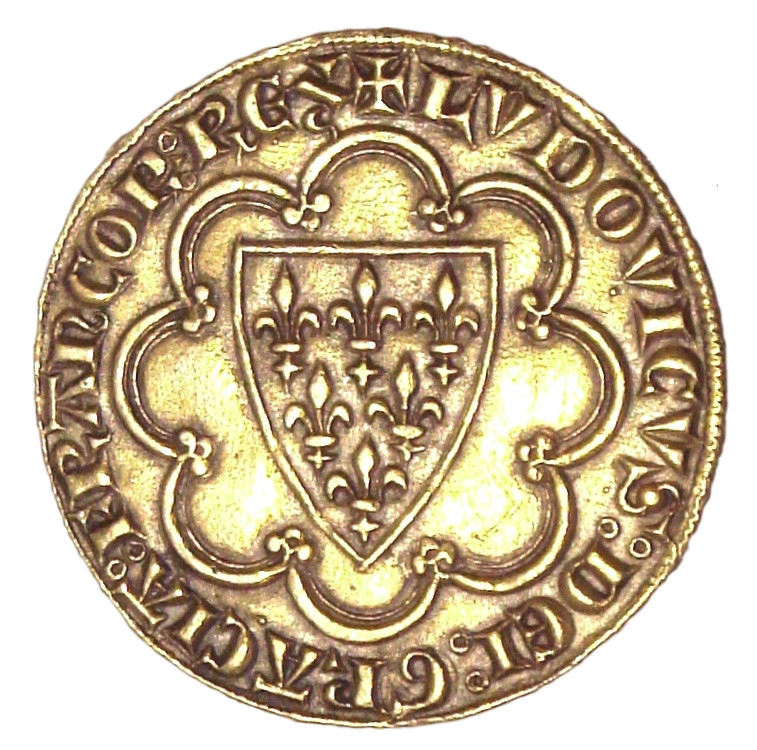
法国路易九世于1266年首次发行的埃居

埃居（écu，法語發音：[eky]）可以指几种不同的法国硬币。 最早的埃居是1266年法国路易九世统治时期铸造的金埃居（écu d'or ）。金埃居的价值随着时间的推移变化很大，此外还有银埃居（称为écu d'argent）。
法语中的“écu”（源自拉丁语“scutum”）意为盾牌，埃居之所以如此命名，是因为其设计中包括法国金百合盾徽。这个词与加泰罗尼亚语的“escut”、意大利语“scudo”或葡萄牙语“escudo”有关。 

## 历史

### 起源
路易九世登基时，法国主要使用名为但尼尔的小银币，这种银币自查理曼时代就开始流通，货币体系中不存在金币。多年来，法国国王授予无数贵族和主教铸造钱币的权利，他们的“封建”钱币与王室的钱币互相竞争。威尼斯共和国和佛罗伦萨共和国之前的尝试证明了存在对更大的银币和金币的需求。1266年，路易九世开始铸造更高价值的硬币，以在国内寻求优势。但他铸造的金埃居的兑换比例设置过低，相当于黄金的价值仅为白银的10倍，这是一个不切实际的比率，金埃居的发行失败了。虽然路易九世的新银币取得了巨大成功，但他的金币并没有以这种速度被接受，他的继任者停止了金埃居的发行。 

### 金埃居

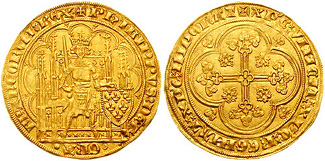
腓力六世时期的金埃居

腓力四世于1296年将金币重新引入法国，并开始了一系列设计奢华但变化迅速的图案样式。这些硬币通常因其正面设计而得名，腓力六世于 1337 年发行的“椅子埃居”（écu à la chaise）正面是坐着的国王，身边放着一面带有百合花纹章的盾牌。百年战争开始后，腓力六世大量地使用这些金币资助他在荷兰的盟友，因此这种硬币在荷兰被广泛复制。 

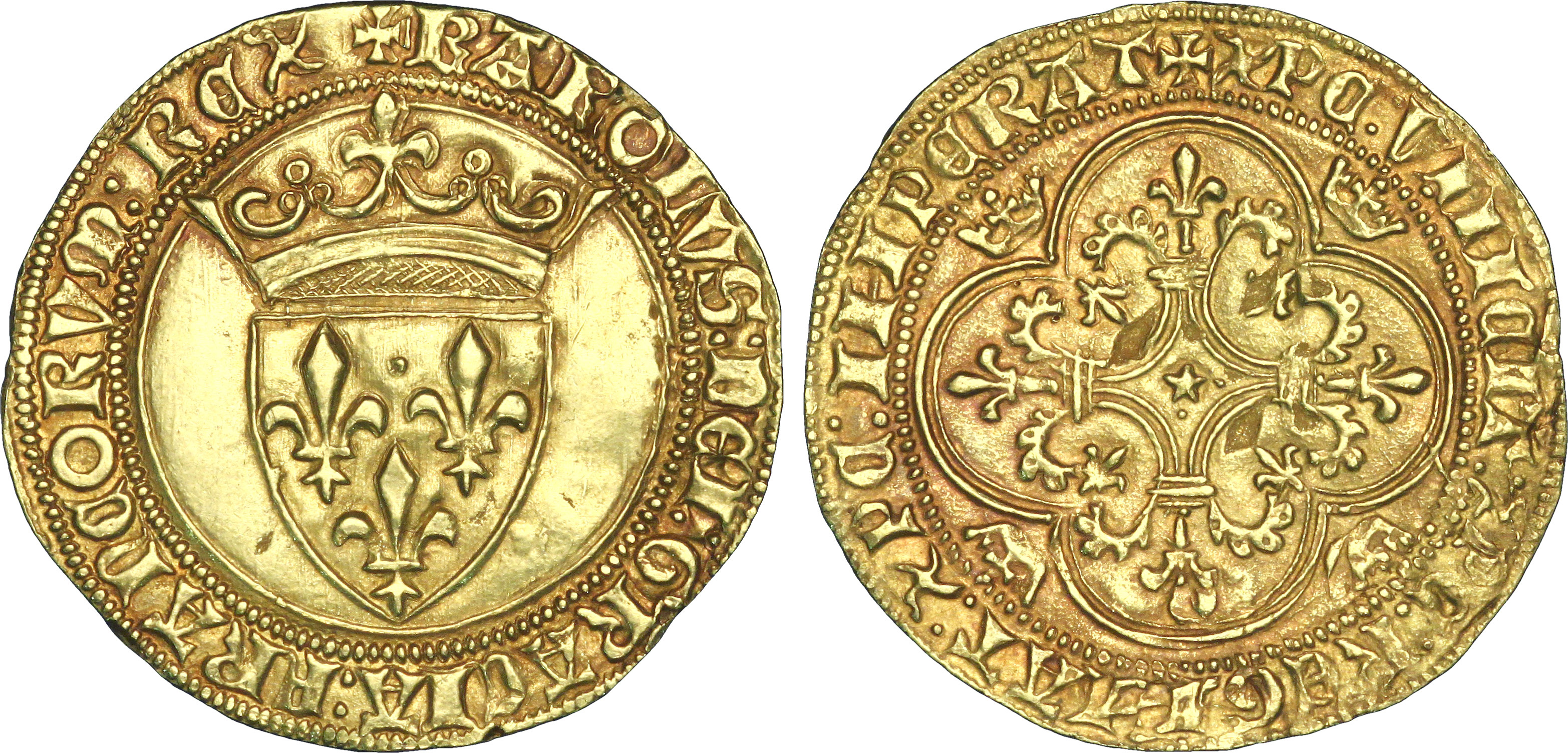
查理六世的“王冠埃居”

1385年，查理六世用他的“王冠埃居”（écu à la couronne）结束了频繁更改金币图案的做法。盾徽上方改为有三朵百合花的法国王冠。查理六世废除了他父亲的金法郎“马背上的法兰克”（franc à cheval），铸造更轻的“王冠埃居”，同时将金币的价值从金法郎的1里弗尔（20苏）增加到“王冠埃居”的22.5苏，操纵货币贬值。 

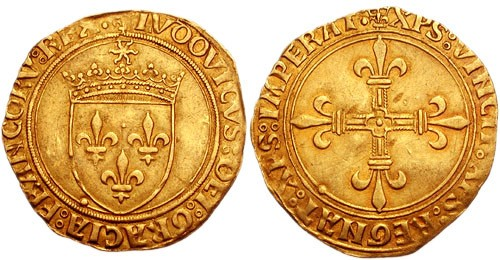
路易十二的“太阳埃居”

1475年，路易十一创造了王冠埃居的变体，称为“太阳埃居”（écu au soleil），盾牌上方出现了一个小太阳。货币贬值的过程此时还在持续，到1515年，太阳埃居”价值为36.75苏。到1547年，又增加到45苏 ，尽管其重量和纯度在 1519 年有所下降。金埃居的设计自此固定下来，基本不再发生变化，直到1640年金路易取而代之。 

16世纪中后期，从西班牙美洲进口的黄金和白银影响了法国经济，但法国国王并没有从中得到多少收益。他们的做法是逐步重新评估金埃居的价值，从1547年的45苏逐渐提升至1577年的60苏（即3里弗尔）。这加剧了由黄金和白银供应增加引起的通货膨胀。1576年在布卢瓦召开的三级会议上，反对货币操纵的呼声强烈。

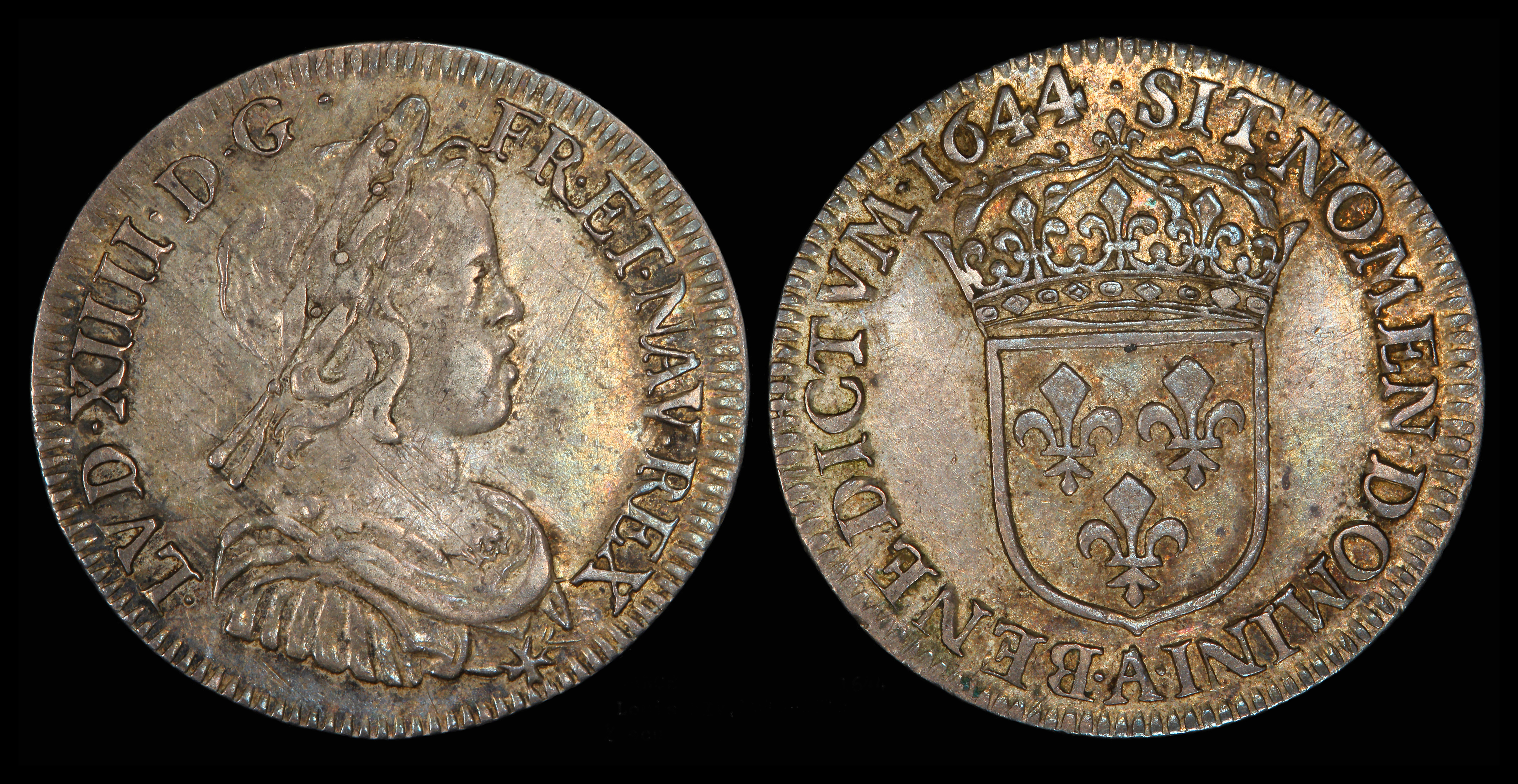
1644的“四分之一埃居”，路易十四时期

1577 年，亨利三世同意将金埃居的价值稳定在3里弗尔，并采用以埃居计价的新货币体系（原本使用里弗尔、苏、但尼尔计价）。作为该系统的一部分，他推出了用银铸造的四分之一和八分之一埃居硬币。四分之一和八分之一的银埃居的样式与金埃居类似，正面是皇家纹章，背面是十字架。盾牌的两侧有价值标记“IIII”（四分之一）或“VIII”（八分之一），这在法国历史上尚属首次。 王室硬币在纳瓦拉和贝阿恩的铸币厂铸造，分别加上了当地的纹章。 布永、色当、雷诺堡和勒泰勒的封建领主也铸造了四分之一埃居，并用他们自己的纹章取代了皇家纹章。 到17世纪，金埃居的价值从3里弗尔升值到5里弗尔，1646年之前铸造的四分之一埃居银币则从15苏升值到1里弗尔。

### 1641年的银路易或银埃居

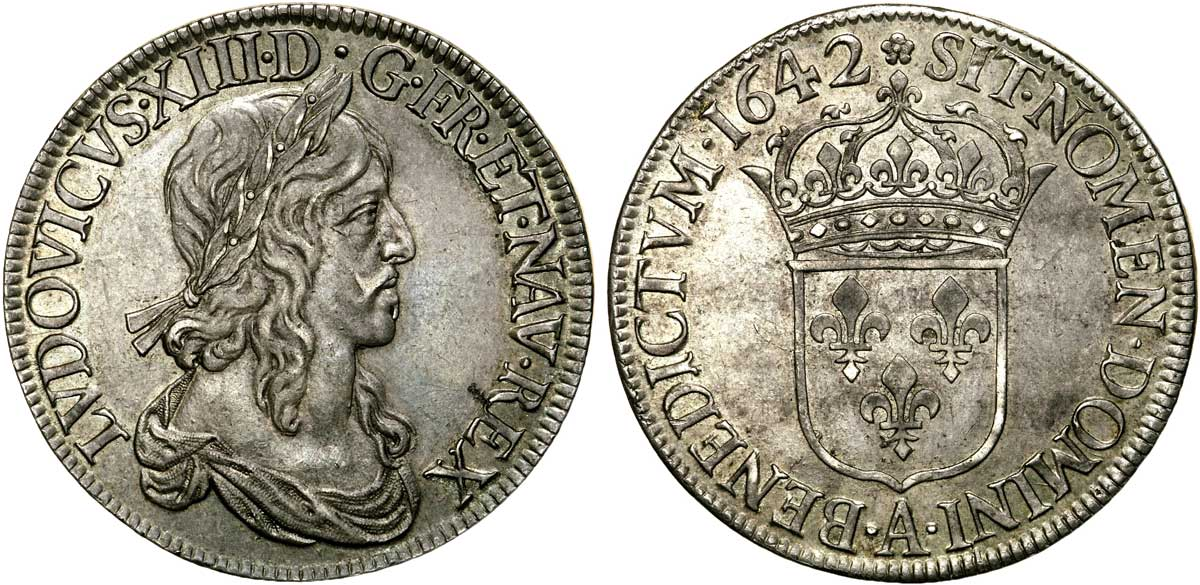
路易十三的银路易，1642年

但法国仍然没有可以和塔勒竞争的银币。此外，法国的硬币仍然是手工制作的，可以从硬币的边缘非法地刮掉一些贵金属再使用。而且，金埃居由23克拉（23K）纯度的黄金制成，与国际标准（22K）不符。路易十三解决了这一切。他在巴黎造币厂安装了造币机，并于1640年将金埃居换成了金路易。1641年，他发行了最初称为银路易的与塔勒同样大小的银币，重1⁄9巴黎马克，纯度为11⁄12（计含有24.93克纯银），价值3里弗尔，与1577年金埃居稳定价值相同，这个新的3里弗尔银币也被称为埃居。

### 1726年银埃居

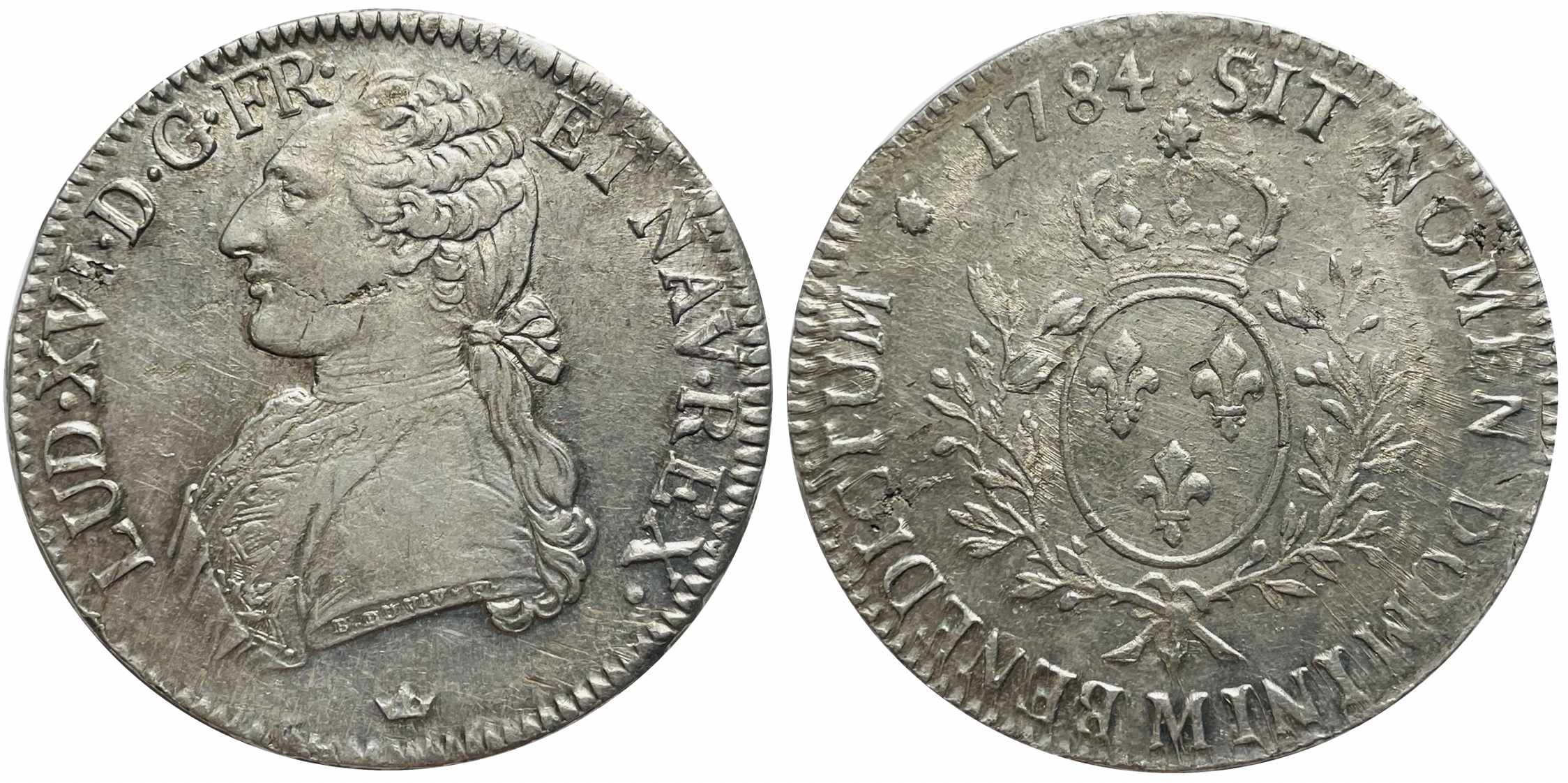
银币：1埃居，路易十六时期，1784

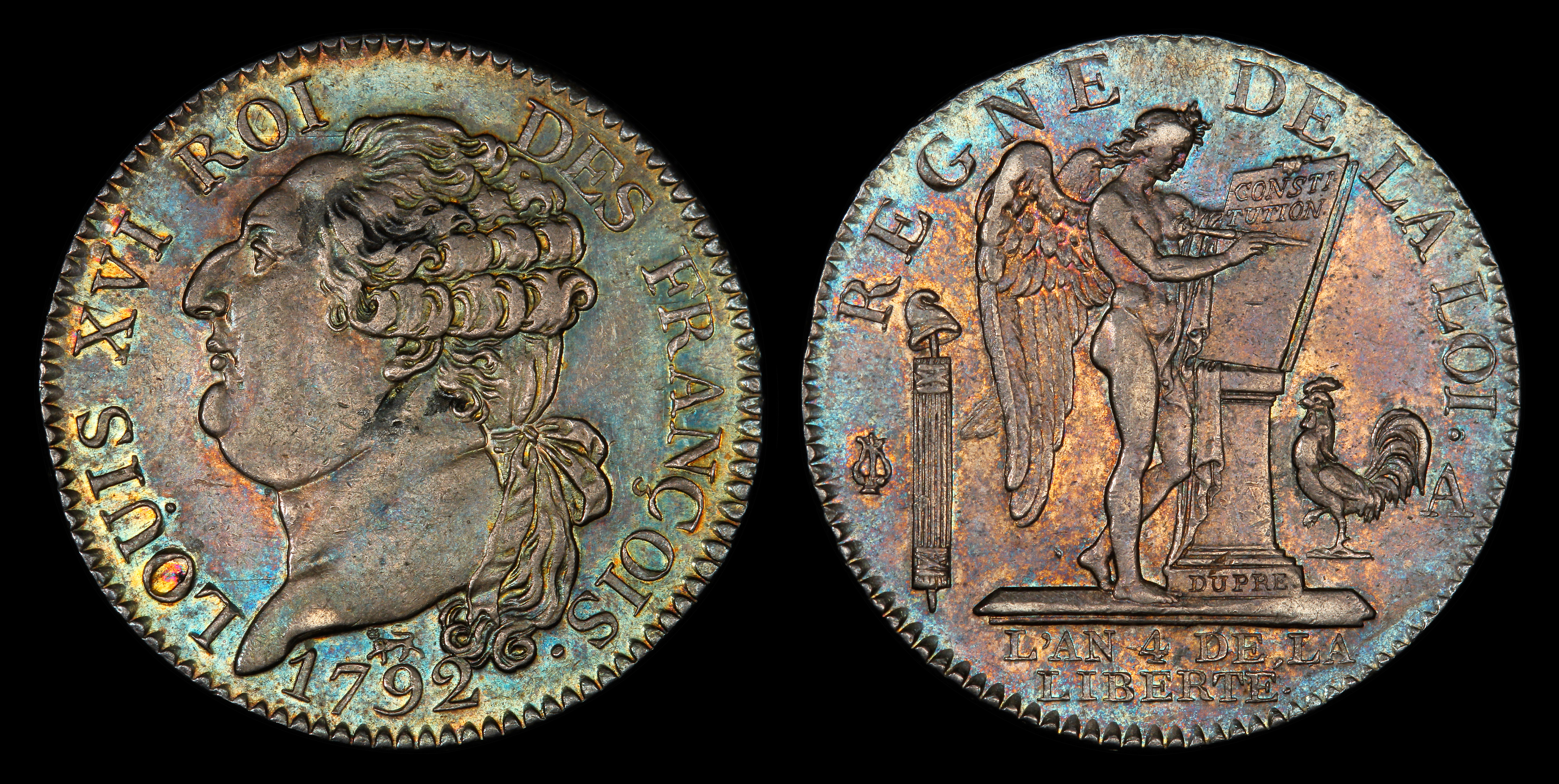
半埃居，路易十六时期，1792

1690年到1725年间，汇率不稳定，银路易停产，取而代之的是新的银埃居。1726年，它首次发行，重量为10⁄83巴黎马克，纯度11⁄12（折合27.03克纯银），价值6里弗尔。银埃居可以继续分为1⁄8、1⁄4、1⁄2埃居（huitième d'écu、quart d'écu、demi-écu）。这些硬币正面都是国王的半身像，背面是皇家纹章。
这种银埃居在德国被称为“laubthaler”。它在德国南部以2.8南德古尔登的价值流通。在瑞士，它值4伯尔尼里弗尔或4瑞士法郎。

### 法国大革命
银埃居在法国大革命期间消失，并以6里弗尔等于5.93法郎的的汇率被兑换为法郎。以当时每法郎含4.5克纯银的定义计算，相当于每个银埃居只含有26.66克纯银。